# Wildflower (Fernsehserie)
Wildflower ist eine philippinische Fernsehserie, die vom 13. Februar 2017 bis 9. Februar 2018 auf ABS-CBN ausgestrahlt wurde.

## Hintergrund
Die Geschichte dreht sich um Lily Cruz, die (zusammen mit ihrer Familie) der skrupellosen Familie Ardiente zum Opfer fällt. Emilia Torillo, die faktische Matriarchin der Familie Ardiente, befahl einem Attentäter, Camia Cruz und Dante Cruz, Lilys Eltern, zu ermorden. Unbekannt von Emilia überlebte Lily das Massaker. Lily wurde zu Prianka Aguas gebracht, einer Milliardärsgeschäftsfrau, die sie adoptierte. Lily änderte ihre Identität und wurde zu Ivy Aguas, einer willensstarken Frau. Sie kehrt als Ivy nach Poblacion Ardiente zurück, um ihre Eltern und alle anderen zu rächen, die Opfer der bösen Familie Ardiente geworden sind.

## Besetzung

### Hauptbesetzung
- Maja Salvador als Lily Cruz-Torillo / Ivy P. Aguas (Staffeln 1–4)
- Tirso Cruz III als Julio Ardiente (Staffeln 1–4)
- Zsa Zsa Padilla als Helena Montoya (Staffel 3, Gast; Staffel 4, Haupt) / Red Dragon (Staffel 3, Special Guest; Staffel 4, Haupt)
- Aiko Melendez als Emilia Ardiente-Torillo (Staffeln 1–4)
- Joseph Marco als Diego Torillo (Staffel 1, Neben; Staffeln 2–4, Haupt)
- Sunshine Cruz als Camia Delos Santos-Cruz / Jasmine (Staffel 1)
- Wendell Ramos als Raul Torillo / Gefälschter Jaguar (Staffeln 2–4)
- RK Bagatsing als Arnaldo Ardiente Torillo (Staffel 1, Neben; Staffeln 2–4, Haupt)
- Vin Abrenica als Jepoy Madrigal (Staffel 1, Neben; Staffeln 2–4, Haupt)
- Yen Santos als Rosana „Ana“ Navarro-Madrigal (Staffeln 2–3, Neben; Staffel 4, Haupt) / Gefälschte Lily Cruz (Staffeln 2–3, Neben)
- Christian Vasquez als Anwalt Dante Cruz (Staffeln 1, 4, Gast) / Damian Cruz (Staffel 3, Neben; Staffel 4, Haupt) / Echter Jaguar (Staffel 3, Neben; Staffel 4, Haupt)
- Roxanne Barcelo als Natalie Alcantara (Staffeln 1–3, Neben; Staffel 4, Haupt)
- Miko Raval als Marlon Cabrera (Staffeln 2–3, Neben; Staffel 4, Haupt)

### Nebenbesetzung
- Malou de Guzman als Lorena „Loring“ Cervantes (Staffeln 1–3)
- Bodjie Pascua als Leopando „Pandoy“ Cervantes (Staffeln 1–3)
- Isay Alvarez-Seña als Clarita „Claire“ De Guzman (Staffeln 1–3)
- Ana Abad Santos als Carlotta Navarro (Staffeln 1–2, Staffel 4)
- Chinggoy Alonzo als Pablo Alcantara (Staffel 1)
- Jett Pangan als William Alvarez (Staffel 1)
- Arnold Reyes als Arthur Vergara
- Sheila Valderrama als Anwältin Georgina Georgina Fisher
- Richard Quan als Jose Sanggano (Staffel 3)
- Bobby Andrews als Mateo Ruiz (Staffeln 3–4)
- Alma Concepcion als Divine Oytengco (Staffel 3)
- Maika Rivera als Stefanie Oytengco (Staffel 3)
- Mark Rafael Bringas als John Gonzalez (Staffel 3)
- Victoria konefal als Vanessa Brady (Staffel 3)
- Olivia Rose Keegan als Barbie Brady (Staffel 3)
- Robert Scott Wilson als Joshua Weston (Staffel 3)
- Kate Mansi als Kristine Horton (Staffel 3)
- Camila Banus als Kelley Hernandez (Staffel 3)
- Billy Flynn als Jake Dimera (Staffel 3)
- Lucas Adams als Jerry (Staffel 3)
- Biboy Ramirez als Jude Asuncion (temporada 3)
- Nina Ricci Alagao als Mercedes Palacio (Staffel 3)
- Jun Urbano als Ramon Lim (Staffel 3)
- Bernard Laxa als Silverio Victoria (Staffel 3)
- Bong Regala als Carlos Isidro (Staffel 3)
- Matthew Mendoza als Oscar Evangelista (Staffel 3)
- Dawn Chang als Maila Lomeda / Ms. Moran (Staffeln 3–4)
- Jeffrey Santos als Magbanua (Staffeln 3–4)
- Jong Cuenco als Richter Manuel Manuel Lustre (Staffeln 3–4)
- Michael Flores als Berater Noel Salonga (Staffeln 3–4)

### Wiederkehrende Besetzung
- Raul Montesa als Fernan Naig
- Vivo Ouano als Rauls Verbündeter (Staffeln 2–4)
- June Macasaet als Rauls Verbündeter (Staffeln 2–4)
- Prince De Guzman als Rauls Verbündeter (Staffeln 2–4)
- Angelo Ilagan als Rauls Verbündeter (Staffeln 2–4)
- Menggie Cobarrubias als Rechtsanwalt Sebastian (Staffel 3)
- Justin Cuyugan als Herr Paterno (Staffeln 3–4)
- Alex Castro als Rufo Cruz (Staffel 3)
- Carlos Morales als Romulo
- Zeus Collins als Damians Verbündeter (Staffeln 3–4)
- Luis Hontiveros als Damians Verbündeter (Staffeln 3–4)
- Lito Pimentel als Kongressabgeordneter Ruel Cansiao (Staffel 3)
- Richard Lopez (Staffel 3)
- Alvin Nakassi (Staffel 3)
- Vanessa Wright (Staffel 3)
- Kris Janson (Staffel 3)
- Epi Quizon als Stefano dela Torre (Staffel 4)
- Jojo Riguerra (Staffeln 1–4)

Gastbesetzung
- Johnny Revilla (Staffel 1)
- Precious Lara Quigaman als Rosario (Staffel 1)
- Carla Martinez als Alice Rivera (Staffel 1)
- Nicht im Abspann als Maria (Staffel 1)
- Rodolfo Madrigal Jr. als Portunato „Pot“ David (Staffel 2)
- Anthony Taberna (Staffel 2)
- Dolores Bunoan als Belen (Staffel 2)
- Rolly Innocencio als Zeuge (Staffel 2)
- Juan Rodrigo als Ramon Montoya (Staffel 3)
- Victor Silayan als Enrique (Staffel 3)
- Christopher Roxas als Apollo (Staffel 3)
- Matrica Mae Centino als Montona (Staffel 3)
- Allan Paule als Ben (Staffel 4)
- Gio Alvarez als Ronald (Staffel 4)
- Tess Antonio als Edna (Staffel 4)
- Gerald Pizarras als Efren (Staffel 4)